# Совет евроатлантического партнёрства
Сове́т евроатланти́ческого партнёрства (СЕАП) (англ. Euro-Atlantic Partnership Council; EAPC) — многосторонний форум, созданный для развития отношений между НАТО и не входящими в НАТО странами в Европе и частях Азии, примыкающих к европейской периферии.
Государства — члены Совета сотрудничают и консультируются по целому ряду политических вопросов и вопросов безопасности. Он был создан 29 мая 1997 года в качестве преемника Совета североатлантического сотрудничества (ССАС) и работает совместно с Партнёрством во имя мира (PfP), которые были созданы после окончания Холодной войны — первая в 1991 году, последняя в 1994 году соответственно.
Большинство стран-партнёров открыло дипломатические представительства в штаб-квартире НАТО в Брюсселе, что помогает поддерживать регулярную связь и проводить консультации при первой необходимости. Заседания СЕАП проводятся один раз в месяц на уровне послов, один раз в год — на уровне министров иностранных дел, министров обороны и начальников генеральных штабов, а также периодически — на высшем уровне.
Начиная с 2005 года проводит заседания на высоком уровне новый орган СЕАП — Форум безопасности. На этом форуме ведётся обсуждение важных вопросов безопасности и поиск наилучших путей для их совместного решения государствами НАТО и странами-партнёрами.
Это сотрудничество охватывает, в частности, следующие направления:
- операции по урегулированию кризисов и поддержанию мира;
- контроль над вооружениями и вопросы, связанные с распространением оружия массового уничтожения;
- международный терроризм;
- вопросы оборонного планирования, формирования бюджета, оборонной политики и стратегии;
- гражданское чрезвычайное планирование и готовность к реагированию на стихийные бедствия и катастрофы;
- сотрудничество в области вооружений;
- ядерная безопасность;
- координация действий гражданских и военных служб организации воздушного движения;
- научное сотрудничество[1].

Решение о создании СЕАП на базе существовавшего с 1991 года Совета североатлантического сотрудничества было принято в 1997 году с целью углубления партнёрства и обеспечения более оперативного взаимодействия в вопросах безопасности. Новый форум в большей мере отвечал требованиям программы «Партнёрство ради мира». В частности, его создание было связано с проведением миротворческой операции в Боснии и Герцеговине. В 1996 году для проведения этой операции вместе с частями и подразделениями из стран НАТО были развёрнуты воинские контингенты из 14 стран-партнёров.
Большинство стран-партнёров имеет дипломатические представительства в штаб-квартире НАТО в Брюсселе. Заседания СЕАП проводятся один раз в месяц на уровне послов, один раз в год — на уровне министров иностранных дел, министров обороны и начальников генеральных штабов, а также периодически — на высшем уровне.
В 2005 году был создан новый орган СЕАП — Форум безопасности, на котором осуществляется обсуждение ключевых вопросов безопасности и поиск наилучших путей для их совместного решения.

## Члены
Всего 50 членов, из которых 29 — страны — члены НАТО и 21 страна-партнёр. Страны-партнёры:
- 6 стран, которые (будучи военно-нейтральными) имели развитую капиталистическую экономику во время Холодной войны:

-  Австрия
-  Финляндия
-  Ирландия
-  Мальта
-  Швеция
-  Швейцария

- 12 бывших советских республик:

-  Армения
-  Азербайджан
-  Беларусь
-  Грузия
-  Казахстан
-  Кыргызстан
-  Молдова
-  Россия
-  Таджикистан
-  Туркменистан
-  Украина
-  Узбекистан

- 3 страны из бывшей Югославии, не находившихся ни по одну сторону железного занавеса во время Холодной войны:

-  Босния и Герцеговина
-  Косово
-  Сербия

## Внешние ссылки
- Совет евроатлантического партнёрства
- История НАТО — Сайт правительства Великобритании
- Форум безопасности СЕАС в Охриде, Македония